# Вайнхольд, Карл
Карл Готтхельф Якоб Вайнхольд (нем. Karl Gotthelf Jakob Weinhold; 26 октября 1823 — 15 августа 1901) — немецкий филолог.
Как германист и медиевист посвятил себя делу изучения основания и развития немецкого языка, в особенности созданию средневерхненемецкой грамматики. Считается представителем романтической антропологии.

## Биография
Сын бедного пастора. Карл Вайнхольд с 1842 г. изучал протестантскую теологию и филологию в Силезском университете Фридриха Вильгельма в Бреслау (ныне Вроцлав), где слушал лекции Теодора Якоби. В 1845 году он перешел в Гумбольдтский университет Берлина. Через год он получил докторскую степень в Университете Халле после защиты диссертации с интерпретацией прорицания вёльвы.
В 1849 г. он вернулся в Бреслау на должность доцента и преемника Якоби. В 1850 году он стал профессором в университете Кракова. Через некоторое время большой пожар уничтожил часть города и его жертвой пали некоторые документы, в том числе первый сборник германских саг, с которым работал Вайнхольд. После того как он отклонил предложение Венского университета по религиозным соображениям, в 1851 г. он перешел из Кракова в Грацский университет. Там он работал над предложенными Гриммом исторически мотивированными нормами орфографии. В это же время вышла его книга «История немецких женщин в Средневековье» (Geschichte der deutschen Frauen in dem Mittelalter).
Из Австрии он перебрался в княжество Гольштейн, работал в Кильском университете. После 15 лет отсутствия Вайнхольд вернулся как преемник Генриха Рюккерта в Бреслау. Здесь он смог, так же как и в Киле, создать первый семинар германистики. В 1879—1880 годах он был ректором университета.
Наконец, в 1889 г. он оказался в Берлине, духовном центре Германской империи, где снова был ректором. Как почетный член Королевской Прусской академии наук (Königlich-Preußische Akademie der Wissenschaften) Вайнхольд занимался синтаксисом и лексикологией. Он с 1896 г. входил в редакционный комитет немецкого юридического словаря и ввел для него слова древнего германского права. Кроме того, он был членом Берлинского общества антропологии, этнологии и предыстории (Berliner Gesellschaft für Anthropologie, Ethnologie und Urgeschichte), а также до самой смерти редактировал основанный им же этнографический журнал «Zeitschrift des Vereins für Volkskunde».
После своей смерти в возрасте 77 лет Вайнхольд оставил большое научное наследие, которое хранится в архиве Академии наук для дальнейших исследований.

## Избранные работы
- «Die deutschen Frauen in dem Mittelalter», 1851; 2. Auflage in 2 Bänden 1882, 3. Auflage 1897 — «Немецкие женщины в Средневековье»
- «Über deutsche Rechtschreibung», 1852 — «О немецком правописании»
- «Über deutsche Dialectforschung. Die Laut — und Wortbildung und die Formen der schlesischen Mundart», 1853 — «О немецкие диалектные исследования. Звуко — и словообразование и формы силезской говора».
- «Beiträge zu einem schlesischen Wörterbuche», 1855 — «Взносы в силезского словарь»
- «Altnordisches Leben», 1856 — «Древняя северогерманская жизнь»
- «Über den Dichter Graf Hugo VIII. von Montfort, Herrn zu Bregenz und Pfannberg», 1857 — «О поэте графа фон Монфора, обладателе Брегенца и Пфанненберга»
- «Die Riesen des germanischen Mythus», 1858 — «Великаны немецких мифов»
- «Gelegenheits-Spiel zum 24. Januar 1859» (Festspiel zu Holteis Geburtstag), 1859 — «Случайная игра 24 января 1859 г.» (Праздничная игра ко дню рождения в отеле)
- «Die heidnische Todtenbestattung in Deutschland», 1859 -«Погосты в Германии»
- «Grammatik der deutschen Mundarten», 1863/1867 — Грамматика немецких диалектов"
- «Heinrich Christian Boie. Beitrag zur Geschichte der deutschen Literatur im achtzehnten Jahrhundert», 1868 -«Генрих Христиан Бойе. Вклад в историю немецкой литературы восемнадцатого века»
- «Die deutschen Monatnamen», 1869 -«Немецкие названия месяцев»
- «Weihnachtsspiele und -lieder aus Süddeutschland und Schlesien», 1870 -«Рождественские игры и пение с южной Германии и Силезии».
- «Die Sprache in Wilhelm Wackernagels altdeutschen Predigten und Gebeten», 1875 — «Язык проповедей и молитв Вильгельма Ваккернагеля».
- «Mittelhochdeutsche Grammatik», 1877; многочисленные Neuauflagen — «Средневерхненемецкая грамматика». Многочисленные переиздания.
- «Die Verbreitung und die Herkunft der Deutschen in Schlesien.» Stuttgart 1887 — «распространения и происхождения немцев в Силезии».
- «Mittelhochdeutsches Lesebuch», 1850; многочисленные Neuauflagen — «Средневерхненемецкое произношения». Многочисленные переиздания.
- «Kleine mittelhochdeutsche Grammatik», 1881 — «Маленькая средневерхненемецкая грамматика»
- «Die mystische Neunzahl bei den Deutschen», 1897 — «Мистическое число девять у немцев»
- «Die Verehrung der Quellen in Deutschland», 1898 — «Почитание источников в Германии».